# Irundisaua balteata
Irundisaua balteata là một loài bọ cánh cứng trong họ Cerambycidae.